# Joël Tshibamba
Joël Tshibamba (Kinshasa, 22 september 1988) is een in Congo-Kinshasa geboren Nederlands betaald voetballer die bij voorkeur speelt als aanvaller.

## Loopbaan
Op vierjarige leeftijd kwam Tshibamba naar Nederland en begon met voetballen in de F-jeugd bij SC St. Hubert. Hij verhuisde met zijn ouders naar Neerbosch-Oost in Nijmegen waar hij bij SV Blauw Wit, Quick 1888 en N.E.C. in de jeugd speelde. In het seizoen 2007/08 speelde hij in Jong N.E.C. Op 8 mei 2008 maakte de aanvaller in het playoff-duel tegen FC Groningen om een UEFA Cupplaats zijn debuut voor N.E.C. Tijdens zijn eerste optreden in een reguliere Eredivisie-wedstrijd (FC Twente uit op 13 september) maakte hij de enige goal voor N.E.C. (1-1). Op 29 september scoorde hij in de thuiswedstrijd tegen Heracles Almelo wederom de gelijkmakende 1-1. Hij trok bij het juichen z'n shirt uit en kreeg een gele kaart. Omdat hij net daarvoor ook een gele kaart gekregen had kon hij met rood van het veld af.
In het seizoen 2009/10 werd hij door N.E.C. verhuurd aan FC Oss. Daar werd hij op 1 december 2009 op non-actief gesteld na diverse incidenten waaronder een handgemeen met medespeler Karim Fachtali. Ook bij N.E.C. was hij hierna niet meer welkom en hij mocht ook niet bij Jong N.E.C. trainen.
In januari 2010 liep hij stage bij Cercle Brugge, maar kreeg er geen contract aangeboden. Op 7 februari 2010 tekende hij na een stageperiode een contract tot medio 2010 bij Arka Gdynia met een optie voor nog een jaar. Hij speelde zich er in de kijker van het dan net landskampioen geworden Lech Poznań, dat hem vijf maanden na zijn komst naar Polen een vierjarig contract gaf. In november 2010 kreeg hij in Polen een auto-ongeluk
Begin 2011 werd hij verhuurd aan het Griekse AE Larissa. Die club nam hem in de zomer van 2011 definitief over en legde hem tot 2015 vast. De club werd aan het begin van het seizoen 2011/12 teruggezet naar de Beta Ethniki. Eind februari 2012 werd Tshibamba tot het einde van het seizoen verhuurd aan het Russische Krylia Sovetov Samara. Nog in Nederland, in afwachting voor een visum voor Rusland, kreeg hij wederom een auto-ongeluk. Hij werd in Utrecht in het ziekenhuis opgenomen en kan zeker twee maanden niet spelen. Op 31 maart debuteerde hij voor Krylia Sovetov. In de zomer keerde hij terug bij Larissa waar hij in december 2012 vertrok omdat hij niet meer betaald kreeg. Hij trainde bij Sportclub N.E.C. en ging met Krylia Sovetov Samara op trainingskamp maar kreeg geen contract. Eind februari 2013 tekende hij bij het Chinese Henan Jianye FC dat uitkomt in de Jia League. In juni werd zijn contract ontbonden nadat hij te laat terugkeerde van vakantie en naar het tweede team teruggezet was. Daarna was hij op proef bij Debreceni VSC in Hongarije. Op 13 augustus tekende hij voor twee seizoenen bij het Deense FC Vestsjælland. In Denemarken kwam hij mede door blessures niet veel aan spelen toe. 
Begin 2015 liep hij stage bij Ulisses FC uit Armenië en in juni tekende hij een contract voor zes maanden bij die club. Met Ulisses speelde Tshibamba in beide wedstrijden in de voorronde van de UEFA Europa League 2015/16 tegen Birkirkara FC uit Malta. Na de uitschakeling werden de contracten van bijna alle spelers ontbonden. Op 15 juli sloot Tshibamba aan bij zijn voormalige club AE Larissa, maar ontbond daar op 24 augustus zijn contract zonder gespeeld te hebben. Begin september 2015 was hij op proef bij Botev Plovdiv uit Bulgarije waar hij op 8 september een contract tekende tot medio 2017. In januari 2016 werd zijn contract ontbonden. In maart van dat jaar ging hij voor Chittagong Abahani in Bangladesh spelen. In mei 2016 zat hij wederom zonder club en hij liep vervolgens stage bij Sabah FA uit Maleisië en Hà Nội T&T uit Vietnam. In het seizoen 2016/17 ging Tshibamba voor FC Koper uit Slovenië spelen. Tshibamba was wisselspeler tijdens de eerste twee competitiewedstrijden en in de derde wedstrijd van het seizoen op 30 juli bij NK Rudar Velenje mocht hij na 77 minuten invallen voor Senijad Ibričić. Na twee minuten kreeg hij een rode kaart wegens slaan en hierna scoorde Rudar nog tweemaal (2-0 eindstand). Het contract van Tshibamba werd hierna ontbonden. In september 2016 ging hij voor de Nijmeegse amateurclub DVE-Trajanus spelen in de vierde klasse. Op 23 januari 2017 ondertekende hij na een succesvolle stage een contract bij Doğan Türk Birliği SK op Noord-Cyprus. In maart 2017 ging hij in Singapore voor Warriors FC spelen. In juni van dat jaar werd zijn contract ontbonden nadat hij vier doelpunten in acht wedstrijden voor Warriors maakte.
In november 2018 vervolgde hij zijn carrière in België bij KFC Vigor Wuitens Hamme dat uitkomt in de Tweede klasse amateurs. In januari 2019 gingen club en speler weer uit elkaar. Eind juli 2019 verbond Tshibamba zich aan het Italiaanse ASD Nocerina 1910 dat uitkomt in de Serie D. In september 2019 werd Tshibamba tijdens de uitwedstrijd bij AC Nardò het mikpunt van racistische spreekkoren door aanhang van de thuisclub. Nardò kreeg van de Italiaanse voetbalbond hiervoor een officiële waarschuwing en een boete van 1000 euro. Op 18 oktober 2019 maakte Nocerina bekend dat het contract met Tshibamba om disciplinaire redenen ontbonden is. In augustus 2020 ging Tshibamba wederom naar Italië naar Napoli United in de Eccellenza Girona A. Dit team, dat voorheen als Afro-Napoli United speelde en een mix is van migranten en Italianen, maakt zich sterk tegen racisme. Voor de club zou hij niet in actie komen en in november 2020 werd hij vanwege een oude blessure afgetest bij SSD Dattilo 1980. Medio 2021 ging hij naar Hoofdklasser Achilles '29. In januari 2024 ging hij voor VV Rood Wit spelen.

## Statistieken

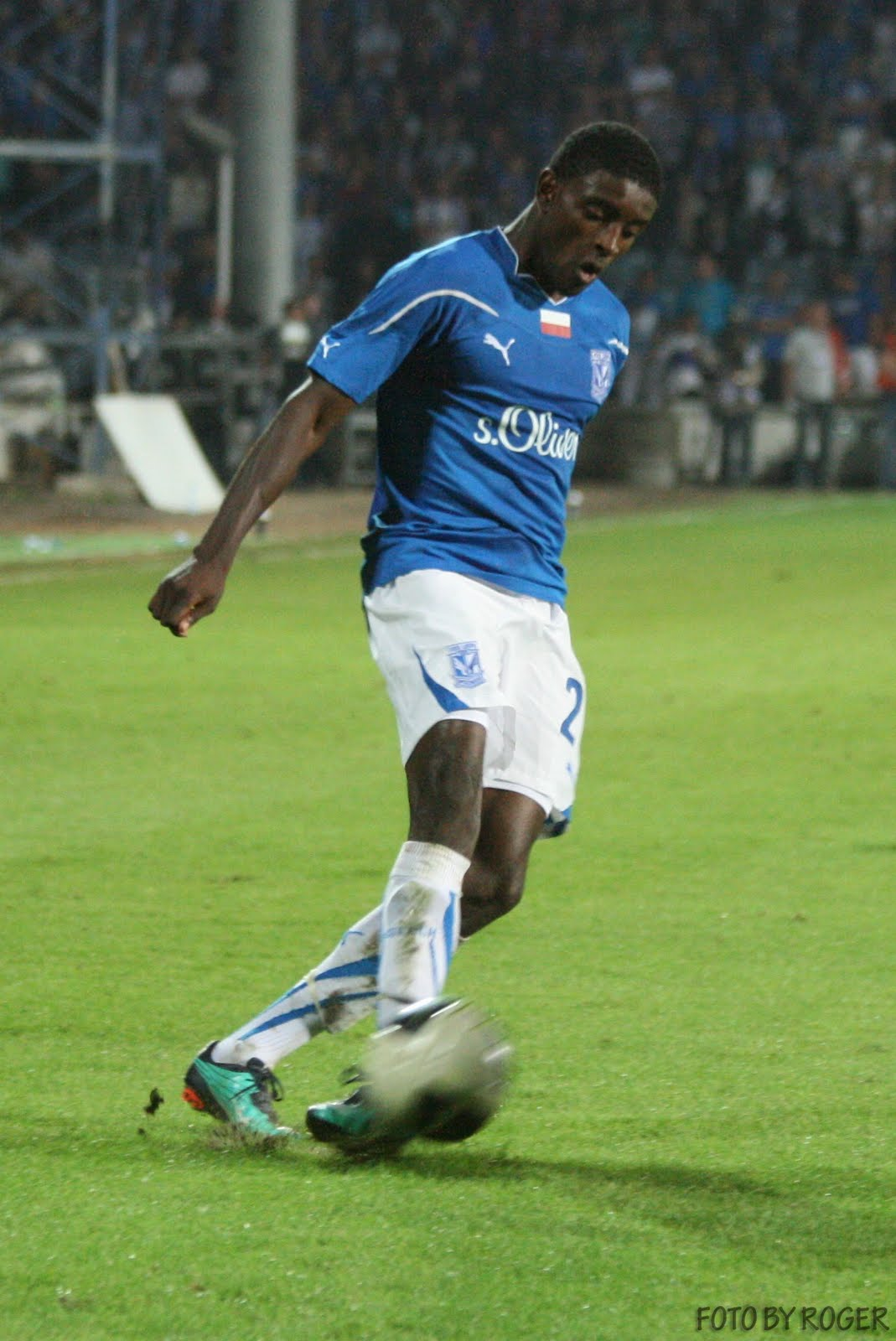
Tshibamba in 2010 bij Lech Poznań

| 2008/09 | N.E.C.                  | 10  | 3  | Eredivisie                  |    |    |    |    |    |
| 2009/10 | → FC Oss                | 14  | 5  | Eerste divisie              |    |    |    |    |    |
|         | Arka Gdynia             | 12  | 5  | Ekstraklasa                 |    |    |    |    |    |
| 2010/11 | Lech Poznań             | 11  | 0  | Ekstraklasa                 |    |    |    |    |    |
|         | → AE Larissa            | 12  | 3  | Super League                |    |    |    |    |    |
| 2011/12 | AE Larissa              | 12  | 7  | Beta Ethniki                |    |    |    |    |    |
|         | → Krylia Sovetov Samara | 5   | 0  | Premjer-Liga                |    |    |    |    |    |
| 2012/13 | AE Larissa              | 11  | 4  | Beta Ethniki                |    |    |    |    |    |
| 2013    | Henan Jianye FC         | 11  | 4  | Jia League                  |    |    |    |    |    |
| 2013/14 | FC Vestsjælland         | 6   | 1  | Superligaen                 |    |    |    |    |    |
| 2014/15 | FC Vestsjælland         | 5   | 0  | Superligaen                 |    |    |    |    |    |
| 2015    | Ulisses FC              | 0   | 0  | Bardzragujn chumb           |    |    |    |    |    |
| 2015/16 | AE Larissa              | 0   | 0  | Beta Ethniki                |    |    |    |    |    |
| 2015/16 | Botev Plovdiv           | 5   | 0  | A Grupa                     |    |    |    |    |    |
| 2016    | Chittagong Abahani      | ?   | ?  | Bangladesh Premier League   |    |    |    |    |    |
| 2016/17 | FC Koper                | 1   | 0  | 1. slovenska nogometna liga |    |    |    |    |    |
|         | DVE-Trajanus            |     |    | Zondag Oost 4e klasse E     |    |    |    |    |    |
|         | Doğan Türk Birliği SK   |     |    | Birinci Lig                 |    |    |    |    |    |
| 2017    | Warriors FC             | 8   | 4  | S.League                    |    |    |    |    |    |
| 2018/19 | KFC Vigor Wuitens Hamme |     |    | Tweede klasse amateurs      |    |    |    |    |    |
| 2019/20 | ASD Nocerina 1910       | 4   | 1  | Serie D                     |    |    |    |    |    |
| 2020/21 | Napoli United           | 0   | 0  | Eccellenza Girona A         |    |    |    |    |    |
| Totaal  | Totaal                  | 127 | 37 | 37                          | 37 | 37 | 37 | 37 | 37 |